# نزاع بر سر پوزیتیویسم
نزاع بر سر پوزیتیویسم (به آلمانی: Positivismusstreit) یک نزاع معروف سیاسی-فلسفی بین خردگرایی انتقادی (کارل پوپر، هانس آلبرت) و مکتب فرانکفورت (تئودور آدورنو، یورگن هابرماس) در ۱۹۶۱، دربارهٔ متدولوژی علوم اجتماعی است. این نزاع از بحث گسترده‌ای درون جامعه‌شناسی آلمان از ۱۹۶۱ تا ۱۹۶۹ نشأت گرفت. لفظ نزاع بر سر پوزیتیویسم خود مجادله‌برانگیز است زیرا حامیان مکتب فرانکفورت خردگرایان منطقی را متهم به پوزیتیویست بودن و می‌کردند و آن‌ها خود را مخالف پوزیتیویسم می‌دانستند. در سطح سیاسی، این نزاع بین حامیان «چپگرای» مکتب فرانکفورت حامی انقلاب، و خردگرایان انتقادی متهم به «بورژوا» بودن حامی اصلاح به عنوان روش برتر تغییر جامعه بود.